# Ugchelen Buiten
Ugchelen Buiten is een woonwijk van de Nederlandse stad Apeldoorn (provincie Gelderland).
Hoewel de naam anders kan doen vermoeden valt Ugchelen Buiten niet onder het 2 kilometer verderop gelegen dorp Ugchelen, dat eveneens binnen de gemeente Apeldoorn ligt. De wijk is onderdeel van de buurt Wernem, die op zijn beurt onder het stadsdeel Apeldoorn Zuidwest valt.
De wijk werd in de periode 2018–2023 aangelegd op het voormalige TNO-terrein en heeft voornamelijk een woonfunctie; de enige voorzieningen zijn enkele speelveldjes. Wel bevinden zich in de wijk twee kantoorpanden, waaronder dat van het Kadaster, dat er al stond voor de aanleg van de woonwijk.
De straten in Ugchelen Buiten zijn vernoemd naar Apeldoornse verzetsstrijders uit de Tweede Wereldoorlog en Engelandvaarders, waaronder Gerrit Kroon en Govert Steen.